# Julius Koch (Politiker, 1865)
Julius Koch (* 16. Februar 1865 in Berlin; † 3. Juni 1936 ebenda) war ein deutscher Theologe und Politiker (DNVP).

## Leben
Nach dem Abitur am Gymnasium zum Grauen Kloster studierte Koch evangelische Theologie an den Universitäten in Berlin und Bonn. Während seines Studiums wurde er Mitglied beim Verein Deutscher Studenten Berlin. Er wurde 1889 Hilfsprediger an der Zionskirche, wechselte ein Jahr später in gleicher Funktion zur Elisabethkirche und war seit Mai 1891 als fünfter Pfarrer an der Markuskirche in Berlin tätig. Im Januar 1896 wurde er erster Pfarrer an der Berliner Samariterkirche. Während des Ersten Weltkrieges wirkte er von 1917 bis 1918 als Divisionspfarrer an der Front. Er wurde mit dem Eisernen Kreuz II. Klasse ausgezeichnet.
Koch trat nach der Novemberrevolution in die Deutschnationale Volkspartei (DNVP) ein und war von 1919 bis 1928 Mitglied der Berliner Stadtverordnetenversammlung. Im Februar 1921 wurde er in den Preußischen Landtag gewählt, dem er ohne Unterbrechung bis zum Ende der dritten Legislaturperiode 1932 angehörte. Im Parlament vertrat er den Wahlkreis 2 (Berlin).
Seine Pfarrtätigkeit, er war der erste Pfarrer an der Samariterkirche, übte Koch bis zu seinem Tode 1936 aus. Er trat nicht in die NSDAP ein, stand aber nach 1933 als Mitglied der Deutschen Christen im Gegensatz zur Bekennenden Kirche und deren Berliner Pfarrer Wilhelm Harnisch.